# Träume (Iwan Bunin)

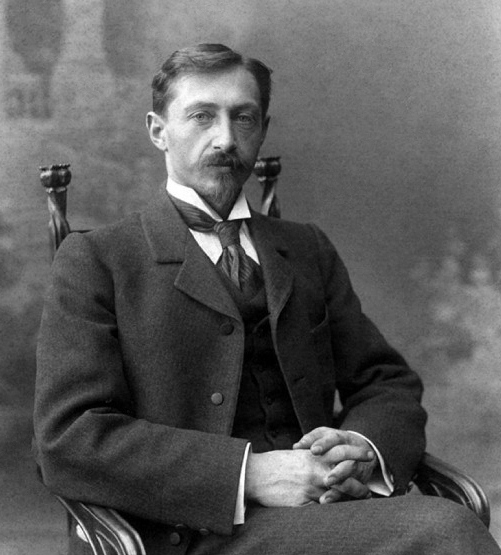
Iwan Bunin im Jahr 1901 auf einem Foto von Maxim Dmitrijew

Träume (russisch Сны, Sny) ist eine Kurzgeschichte des russischen Nobelpreisträgers für Literatur Iwan Bunin, die gegen Ende 1903 entstand und 1904 in Gorkis erstem Snanije-Sammelband in Sankt Petersburg zusammen mit Goldener Boden (russisch Золотое дно, Solotoje dno) unter dem gemeinsamen Titel Schwarzerde (russisch Чернозём, Tschernosjom) erschien.

## Überblick
Zunächst spielt sich das Geschehen im Bahnhofswartesaal und dann in einem Wagen 3. Klasse eines Personeszuges auf der Fahrt in die Stadt ab.
Aus dem dialoglastigen Text ragen zwei betrachtenswerte, in alltäglich-naturalistischer Manier vorgetragene Episoden heraus.
Erstens, die Frau eines Kleinbürgers liegt daheim während ihrer Entbindung im Sterben. Der Kleinbürger – unterwegs in die Stadt – will einen Arzt holen.
Zweitens, in der 3. Klasse deuten ein gewisser „Erzähler“ und ein paar mitreisende Bauern ihre titelgebenden Träume.

## Rezeption
- Mancher zeitgenössische russische Literat habe in dem Text eine Hinwendung Bunins zur Kritik der sozialen Zustände – hier des russischen Bauernstandes – gesehen. In dem Begleitbrief vom 11. Dezember 1903 zum Manuskript der eingesandten Geschichte an Gorki habe Bunin, der Streichungen durch die Zensur befürchtete, zugestanden: Realismus – ja, doch keine Sozialkritik. Denn der Text sei lediglich eine Skizze (wahrscheinlich angeregt durch das Snanije-Verlagskonzept).[2]
- 1904, Alexander Amfiteatrow[3] bescheinigt dem Autor einen meisterhaften lakonischen Stil. Und wenn eine Textpassage als Sozialkommentar erscheine, so sei das nicht als solcher gemeint, sondern jener Eindruck entstehe einfach durch Bunins entwaffnenden Realismus. Korolenko kritisiert im Russkoje Bogatstwo die Kurzgeschichte: Bunin habe wohl nicht recht auf das hingehört, was die Bauern im Eisenbahnabteil sagten. Es ist eine Antwort Bunins überliefert. Danach habe Korolenko das Erzählanliegen nicht verstanden.[4]
- 1953, kurz vor seinem Tode habe Bunin eingeräumt, damals vor fünfzig Jahren, also Ende 1903, habe er die Geschichte überhastet nach Petersburg geschickt.[5]

## Deutschsprachige Ausgaben
Verwendete Ausgabe
- Träume. Deutsch von Larissa Robiné[6] S. 219–226 in: Iwan Bunin: Antonäpfel. Erzählungen 1892–1911. Herausgabe und Nachwort: Karlheinz Kasper. 536 Seiten. Aufbau-Verlag, Berlin 1982